# جی‌آراو جی۱۶۵۵–۴۰

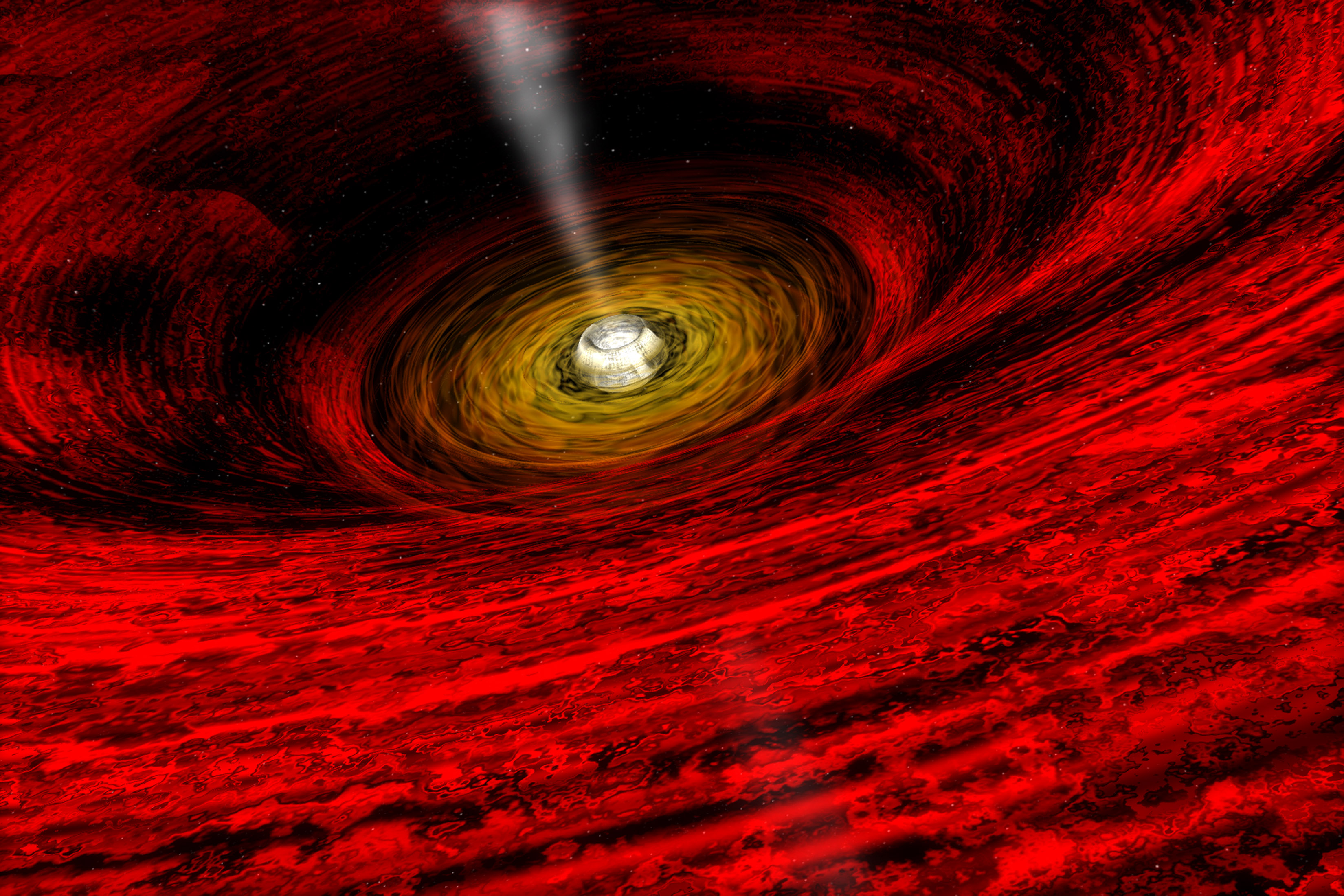
نمایی از ستاره جی‌آراو جی۱۶۵۵-۴۰

جی‌آراو جی۱۶۵۵-۴۰ یک ستاره است که در صورت فلکی کژدم قرار دارد.